# يلدراي باشترك
يلدراي باشترك (مواليد 24 ديسمبر 1978 في هيرنه - ألمانيا الغربية) لاعب كرة قدم تركي يلعب حاليا لصالح نادي الدرجة الممتازة بلاكبيرن روفرز الإنجليزي منذ 2010 في مركز الوسط المحوري .

## مسيرته الكروية
لعب يلدراي باشترك خلال مسيرته الاحترافية مع 6 أندية في خمسة عشر موسمًا وسجل خلالها 39 هدفًا ضمن 280 مباراة. ولم يفز بأي موسم بالكأس أو بالدوري.
خاض يلدراي باشترك مسيرته مع نادي فاتنشايد 09 في موسم 1996–97 لمدة موسم واحد، لم يشارك في أي مباراة ولم يسجل أي هدف. ثم انتقل إلى نادي بوخوم في موسم 1997–98 ليلعب معه أربعة مواسم، حيث شارك في 104 مباراة سجل خلالها 13 هدفًا. لينتقل بعدها إلى نادي باير 04 ليفركوزن في موسم 2001–02 واستمر معه طيلة ثلاثة مواسم، مشاركًا في 73 مباراة سجل خلالها 8 أهداف. ثم انتقل إلى SG Gesundbrunnen Berlin ‏ في موسم 2004–05 واستمر معه طيلة ثلاثة مواسم، مشاركًا في 71 مباراة سجل خلالها 14 هدفًا. هذا وانتقل لاحقًا إلى نادي شتوتغارت في موسم 2007–08 واستمر معه طيلة ثلاثة مواسم، مشاركًا في 31 مباراة سجل خلالها 4 أهداف. ثم انتقل بعدها إلى نادي بلاكبيرن روفرز في موسم 2009–10 لمدة موسم واحد، مشاركًا في مباراة ولم يسجل أي هدف.

## روابط خارجية
- يلدراي باشترك على موقع الاتحاد الدولي (مؤرشف)  (الإنجليزية)
- يلدراي باشترك على موقع الاتحاد الأوربي (الإنجليزية)
- يلدراي باشترك على موقع اتحاد تركيا (لاعب) (الإنجليزية)
- يلدراي باشترك على موقع إي إس بي إن إف سي (الإنجليزية)
- يلدراي باشترك على موقع قاعدة بيانات كرة القدم.إي يو (الإنجليزية)
- يلدراي باشترك على موقع بيانات كرة القدم. دي إي (الألمانية)
- يلدراي باشترك على موقع ناشيونال فوتبول تيمز (الإنجليزية)
- يلدراي باشترك على موقع عالم كرة القدم.نت (الإنجليزية)